# Mlyniv
Mlyniv (en ukrainien : Млинів) ou Mlinov (en russe : Млинов ; en polonais : Młynów) est une commune urbaine de l'oblast de Rivne, en Ukraine, et le centre administratif du raïon de Mlyniv. Sa population s'élevait à 7 900 habitants en 2024.

## Géographie
Mlyniv est située sur la rive droite de la rivière Ikva, à 46 km à l'ouest de Rivne.

## Histoire
Ce sont les moulins hydrauliques établis sur la rivière Ikva qui sont à l'origine du nom de Mlyniv, qui dérive du mot ukrainien « млин » ou mlyn, qui signifie « moulin ». La première mention écrite de Mlyniv remonte au XVe siècle. Dans un document de 1562, Mlyniv apparaît déjà comme une ville. Dans le cadre d'un privilège royal de 1789, Mlyniv reçoit des privilèges urbains (droit de Magdebourg) et le droit de tenir quatre foires annuelles. Pendant la Seconde Guerre mondiale, Mlyniv fut occupée par l'armée allemande le 24 juin 1941. Un ghetto y fut établi en avril 1942 pour les Juifs de Mlyniv, qui furent massacrés le 8 octobre 1942.
Les armoiries et le gonfalon modernes de Mlyniv ont été adoptés en 2001 et représentent respectivement un moulin et une roue de moulin. Le champ azur symbolise la richesse des réservoirs et le jaune incarne la générosité et le bien-être.

## Population
Recensements ou estimations de la population :
| 1959* | 1970* | 1979* | 1989* | 2001* | 2013  | 2014  |
| ----- | ----- | ----- | ----- | ----- | ----- | ----- |
| 3 095 | 5 004 | 5 719 | 8 564 | 8 546 | 8 420 | 8 391 |

| 2015  | 2016  | 2017  | 2018  | 2019  | 2020  | 2021  |
| ----- | ----- | ----- | ----- | ----- | ----- | ----- |
| 8 411 | 8 399 | 8 401 | 8 363 | 8 256 | 8 205 | 8 140 |

## Transports
Mlyniv se trouve à 26 km de la gare ferroviaire de Doubno et à 54 km de Rivne par la route.